# ماميدوف نجات
نجات ماميدوف (مواليد 2 أبريل، 1985، ناختشيفان) لاعب شطرنج أذري و أستاذ دولي كبير منذ (2006).
شارك ضمن المنتخب الوطني لأذربيجان في أولمبياد الشطرنج 2000 في إسطنبول.

### وصلات خارجية
- ماميدوف نجات على موقع الاتحاد الدولي للشطرنج (الإنجليزية)
- ماميدوف نجات على موقع مباريات الشطرنج (الإنجليزية)
- ماميدوف نجات على موقع 365Chess.com (الإنجليزية)
- ماميدوف نجات على موقع Chesstempo.com (الإنجليزية)
- ماميدوف نجات سجل أولمبياد الشطرنج على موقع OlimpBase.org (الإنجليزية)